# آنجلو گرمو
آنجلو گرمو (ایتالیایی: Angelo Gremo؛ ۳ دسامبر ۱۸۸۷ – ۴ سپتامبر ۱۹۴۰) دوچرخه‌سوار اهل ایتالیا بود.